# Kajetan Kostecki
Kajetan Józef Kostecki (ur. 20 marca 1801 w Kaliszu, zm. 23 września 1873 tamże) – polski lekarz związany przez większość życia z Kaliszem.

## Życiorys
Kajetan Kostecki ukończył Szkołę Wojewódzką Kaliską. W dniu 20 września 1826 roku został przyjęty na Wydział Lekarski Królewskiego Uniwersytetu Warszawskiego, gdzie zaczął studia farmaceutyczne. Kontynuował studia lekarskie na Uniwersytecie Dorpackim, gdzie działał w studenckim Konwencie „Polonia” (w 1832 roku). Studia medyczne kontynuował w Wilnie, gdzie 30 czerwca 1833 roku uzyskał dyplom lekarza 2 klasy. W czasie studiów korzystał ze stypendium rządowego i po skończeniu nauk został przydzielony jako młodszy lekarz do rezerwowego batalionu Aleksopolskiego Pułku Strzelców stacjonującego na Kaukazie. Przez kilka lat mieszkał w Temir Han-Surze w Dagestanie.
Po odbyciu służby wojskowej powrócił do kraju. W 1836 roku pracował jako akuszer w Warszawie. W latach 1837–1839 prowadził praktykę lekarską w Tomaszowie Mazowieckim. Mieszkał wtedy w budynku pod nr 64, mieszczącym się przy obecnej ul. Mościckiego. Mimo że był już żonaty, rodziny do Tomaszowa Mazowieckiego nie sprowadził. W dniu 3 czerwca 1839 roku został mianowany lekarzem miejskim w Pilicy. Pracował na tym stanowisku przez ponad dziesięć kolejnych lat. W tym czasie Rada Lekarska Królestwa Polskiego poleciła mu, aby złożył egzamin z medycyny sądowej w związku z nieprawidłowo wykonaną sekcją zwłok. W 1841 roku zdał wymagany egzamin. W 1846 roku zastępował lekarza powiatowego w Olkuszu. 
W 1848 roku otrzymał nagrodę za sprawnie przeprowadzone szczepienia ochronne przeciw ospie. W 1849 roku został oddelegowany do Wolbromia w celu zwalczenia cholery. W dniu 13 lutego 1851 roku, na własną prośbę, został zwolniony ze stanowiska lekarza miejskiego w Pilicy. W tymże roku w Kurierze Warszawskim opublikowano podziękowanie za jego pracę w Pilicy, a następnie jego ogłoszenie, że przenosi się na stałe do Kalisza. W Kaliszu pracował początkowo na stanowisku nadzorcy w zakładzie farbiarni i materiałów aptekarskich, a następnie przyjął posadę estymatora komory celnej w Szczypiornie. Ponownie w Kaliszu, w dniu 15 stycznia 1858 roku został mianowany lekarzem Szpitala Świętej Trójcy, gdzie pracował do dnia 22 kwietnia 1859 roku. Komisja Rządowa Spraw Wewnętrznych i Duchownych w dniu 1 czerwca 1859 roku mianowała go lekarzem powiatu kaliskiego. Był też członkiem Rady Miejskiej w Kaliszu. 
Trapiły go choroby: w 1847 roku chorował na „gorączkę żółciowo-reumatyczną”, w następnym roku ciężko chorował na gościec, a w 1849 roku na „gorączkę żółciowo-gastryczną, którą lekarz powiatowy określił jako poważną. W Wolbromiu ponownie zapadł na „gorączkę żółciową”.

## Odznaczenia
- gratulacje za wysługę lat i medal za 20 lat doskonałej i nienagannej służby
- Medal Pamiątkowy Wojny Krymskiej w Latach 1853–56[10].

## Życie prywatne
Kajetan Józef był synem Józefa Kosteckiego i Wiktorii z domu Kwaśniewskiej. Jego rodzeństwo stanowili: Piotr Hipolit (1794–1853), Marianna Angela (?–1800), Józefa (1796–?), Teofila Tekla (~1800–?), Alojzy Gonzaga (~1803–1868) i Pelagia (?–1806).
W dniu 28 lipca 1835 roku Chorzęcinie poślubił Eleonorę Dzierzgowską herbu Jastrzębiec, córkę Wawrzyńca i Wiktorii z Rycharskich.
Kajetan Józef z żoną Eleonorą mieli co najmniej troje dzieci. Były to: Franciszek Wawrzyniec (1836–1910),  Aleksandra Wincenta (1839– po 1918) oraz Józef (~1844–1853).
Zmarł w Kaliszu w dniu 23 września, a jego pogrzeb odbył się w dniu 25 września 1873 roku.